# Umberto Bernardini
Umberto Bernardini (Roma, 22 luglio 1921 – Roma, 20 maggio 2010) è stato un generale e aviatore italiano, veterano della seconda guerra mondiale dove combatte in forza allo Stormo Baltimore. Fu il primo membro dell'Aeronautica Militare a superare il muro del suono volando su un caccia North American F-86E Sabre. Tra il 5 dicembre 1977 e il 21 gennaio 1982 ricoprì gli incarichi di Capo del Servizio affari militari e Consigliere militare dei Presidenti della Repubblica Giovanni Leone e Sandro Pertini.

## Biografia
Nacque a Roma il 22 luglio 1922. Dopo aver appreso a volare a bordo di un aliante (1938), e conseguito la licenza media superiore, si arruolò nella Regia Aeronautica, iniziando a frequentare la Regia Accademia Aeronautica di Caserta, 'Corso "Vulcano nel 1940. Dopo l'8 settembre 1943 prese parte alla guerra di liberazione, volando come navigatore sui bombardieri Martin 187 Baltimore dell'Italia Co-Belligerent Air Force (ICAF).
Nel dopoguerra fece parte del Reparto sperimentale di volo e nel 1953 fu alla "Empire Test Pilots School" di Farnborough, in Inghilterra, dove fu il primo italiano a volare oltre il muro del suono su un caccia North American F-86E Sabre. In seguito fu al comando del 311º Gruppo del Reparto Sperimentale di Volo (1959-1960) e quindi del 5º Stormo caccia (1968-1969). Promosso generale di brigata aerea nel 1970, divenne Capo di stato maggiore (1971) e poi vicecomandante (1973) della II Regione Aerea, venendo promosso generale di divisione aerea nel 1973. Vice Ispettore dell'Ispettorato logistico dell'Aeronautica Militare nel 1975, ne divenne poi Ispettore, venendo elevato al rango di generale di squadra aerea nel 1977. In quello stesso anno fu insignito del titolo di Cavaliere di Gran Croce nell'Ordine al Merito della Repubblica Italiana. 
Capo del Servizio affari militari e Consigliere militare dei Presidenti della Repubblica Giovanni Leone e Sandro Pertini (5 dicembre 1977-21 gennaio 1982).
Dal 9 giugno 1987 al 26 aprile 1992 fu Presidente dell'Associazione Nazionale Ufficiali Aeronautica (ANUA).
Nel corso del 1992 conseguì nuovamente il brevetto di pilota, ed insieme all'amico e collega Giorgio Bertolaso compì il giro del mondo, via Russia, Siberia e Canada, a bordo di un aeroplano da turismo, il suo Piper PA-28 Archer (matricola I-NGPR). Per questa impresa i due piloti ricevettero la Medaglia d'oro al valore aeronautico. Si spense a Roma il 20 maggio 2010.
Rilasciò un'intervista nel DVD Piloti realizzato dall'Istituto Luce diretto dal regista Leonardo Tiberi.
Nel 2011 è stato realizzato il documentario L'aviatore, diretto dal regista Claudio Costa, in cui il generale racconta la sua carriera in aeronautica.

## Curiosità
Il comune di Castelnuovo di Porto di cui era originario il 2 ottobre del 2021 ha commemorato con un evento i cento anni della nascita del Generale Bernardini. All'evento ha partecipato anche Umberto Broccoli con il monologo "Verba Volant" Ricordi in volo nell'Azzurrità, accompagnato al pianoforte dal maestro Luca Bernardini. Sono intervenuti tra gli altri anche Guido Bertolaso, il Gen. S.A. Settimo Caputo, il Gen. B.A. Roberto Di Marco, il sindaco Riccardo Travaglini, Goriviano Bernardini fratello minore del Generale, Viviana Bernardini figlia del Generale, il regista Claudio Costa.

## Pubblicazioni
- Un Bebé al giro del mondo, Veant Srl, Roma, 1994.

### Annotazioni
1. ↑  Con i compagni di corso partecipò come comparsa al film I 3 aquilotti, con Alberto Sordi.
2. ↑  La coppia Bertolaso-Bernardini, 145 anni in due, a bordo del velivolo monomotore volarono per 35.000 chilometri, in 16 tappe coperte in 22 giorni, per complessive 185 ore di volo. Per ovviare ai limiti di autonomia dell'aereo, dotato di un serbatoio di dimensioni ridotte, caricarono nell'abitacolo cinque taniche ognuna della capacità di 25 litri, travasando il carburante nel serbatoio principale tramite l'utilizzo di una pompa da bicicletta.

### Fonti
1. 1 2 3 4 5 6  Archivio Quirinale.
2. ↑  ANUA.
3. 1 2  Aeronautica n.12, dicembre 2011, p. 21.

### Periodici
- Presentato l'ultimo libro di Bertolaso, in Aeronautica, n. 12, Roma, Associazione Arma Aeronautica, dicembre 2011,  p. 21.